# Xã Ward, Quận Todd, Minnesota
Xã Ward (tiếng Anh: Ward Township) là một xã thuộc quận Todd, tiểu bang Minnesota, Hoa Kỳ. Năm 2010, dân số của xã này là 447 người.